# Berrouaghia (distrito)
Berrouaghia é um distrito localizado na província de Médéa, Argélia, e cuja capital é a cidade de mesmo nome. A população total do distrito era de 70 853 habitantes, em 2008.[carece de fontes?]

## Comunas
O distrito está dividido em três comunas:
- Berrouaghia
- Rebaia
- Ouled Deide